# Ässät Pori
Ässät Pori je finski hokejski klub iz Porija, ki je bil ustanovljen leta 1967. Nastal je z združitvijo klubov Rosenlevin U-38 Pori in Ässät Pori Karhut. S tremi naslovi finskega državnega prvaka je eden uspešnejših finskih klubov.

## Lovorike
- Finska liga: 3 (1970/71, 1977/78, 2012/13)

## Upokojene številke
- 2 - Antti Heikkilä
- 4 - Arto Javanainen
- 12 - Tapio Levo
- 13 - Veli-Pekka Ketola
- 89 - Jaroslav Otevrel

## Znameniti hokejisti
Glej tudi Kategorija:Hokejisti Ässät Pori.
- Scott Langkow
- Kari Makkonen
- Pasi Peltonen
- Juuso Riksman
- Jason Williams
- Jesse Joensuu
- Mark Jooris
- Kari Takko
- BJ Crombeen